# Вулкан Веніамінова
Вулка́н Веніамінова — активний стратовулкан у центральній частині півострова Аляска. Вершина вулкана є найвищою точкою півострова та однією з найвищих в Алеутському хребті. Висота вершини — 2507 м. Кальдера вулкана майже повністю вкрита льодовиком.
Названий на честь священика Іоанна Веніамінова, майбутнього митрополита Московського Інокентія (1797—1879), чиї дослідження з алеутської мови та етнології досі не втратили актуальності.
Вулкан був місцем колосального ( ІВЕ 6) виверження близько 1750 року до нашої ери. Це виверження залишило велику кальдеру. У наш час вулкан мав численні невеликі виверження (більше десяти з 1930 року), усі вони були в шлаковому конусі посеред кальдери.
Вулкан Веніамінова — один із найвищих вулканів Аляски. Частково з цієї причини він покритий льодовиком. 
3 вересня 2018 року вулкан почав вивергатися, коли магма прорвалася через вершину і потекла по її схилах у вигляді потоку лави. Незважаючи на те, що виверження почалося як ефузійне виверження, до 20 листопада виверження стало більш інтенсивним, і попіл, що становить загрозу для авіації. У сусідньому містечку Перрівілл було оголошено навіть попередження про випадіння попелу.
З 1980 року вулкан Веніамінова включений до Національного заповідника півострова Аляска.